# New Legends
New Legends est un jeu vidéo d'action-aventure développé par Infinite Machine et édité par THQ, sorti en 2002 sur Xbox.

## Accueil
- GameSpot : 7/10 [1]
- IGN : 5,5/10 [2]